# 税务援助中心
在意大利，税务援助中心 (意大利语: Centro di assistenza fiscale, 简称Caf) 或授权税务援助中心 (CAAF) 是雇主、员工和自由职业者等寻求税务援助（通常用于纳税申报）的组织。
意大利的税收制度与英美国家差别较大，对于移民来说一些文书工作 (如填写居留表格) 可以在CAF以较低的价格完成。Caf和会计师的工作也有一些重合。
Caf在中文里有时被误传成工人自发组织以维护权利的工会 (意大利语: Sindacato)，两者不是一种事物。较大的caf有CGIL, ACLI, CISL等。